# Атина (богиня)
Вижте пояснителната страница за други значения на Атина.
Атина в древногръцката митология е богинята на мъдростта, занаятите и военните стратегии. Известна е с прозвищата Палада (свързано с морския бог Палант) и Партенос (Девица). От последното наименование идва името на Партенона – нейния главен храм в град Атина, в областта Атика, чиито имена също са свързани с нея.
Образът ѝ вероятно е преработка на по-ранни матриархални вярвания, с голяма важност в съответната епоха, а по значимост култът ѝ е сравним с този на Зевс. Почитана е като богиня-защитница и покровителка на целомъдрието, както и на героичните личности и начинания. Призовавана е като помощница във войните. Самата тя е представяна като жена-войн със спокоен нрав и проницателен ум, която не се впуска в схватки безпричинно и води битки само за справедливи каузи.

## Митология
Според по-късни митове Атина е дъщеря на Зевс, главният бог от Олимпийския пантеон и Метида, богинята на разума. Според легендата за рождението ѝ, то се случва при особени обстоятелства и донякъде с участието и на двамата ѝ родители. Отначало богинята я ражда вътре в тялото на Зевс, а после по негово желание (или все пак без да знае, че тя е там и може би очаквайки да му се е родило момче), Атина излиза от него. Като причина за всичко това е сочен страхът на бога-гръмовержец, че ще бъде на свой ред изместен от своето потомство. По-рано той е свалил Кронос, който от своя страна е свалил Уран. Уран и жена му Гея са богове съответно на небето и на земята и имат пророчески способности. Те съветват Зевс да попречи на жена си Метида да има дете от него, защото то може да последва примера му. Зевс решава да постъпи с нея така, както е правил Кронос с децата си от Рея, но сгрешава, защото Метида вече е бременна. Той я глътва жива и тя ражда в корема му. След това се заема да изкове шлем за рожбата си. От това Зевс получава силно главоболие и за да се избави, решава да се обърне за помощ към бога-занаятчия Хефест, който да разцепи главата му, за да го отърве от болката. Това дава възможност на Атина да излезе от него, поради което е изобразявана измъкваща се от главата му. Момичето се оказва освен умел боец, също и много мъдра и скоро става съветница на баща си. Нейната мъдрост е символизирана от змията и совата – животни, които я съпровождат, както и богинята на победата Нике. Във връзка с това Херодот разказва, че храмът на богиня Атина в едноименния град се пази от огромна змия, Сова и змия охраняват и двореца. Също на това свое качество се опира Атина, когато се опитва да се домогне до златна ябълка от Градината на Хесперидите (Ябълката на раздора), като подкупи Парис да ѝ я присъди, предлагайки му да го направи велик военачалник. После в Троянската война помага на ахейците – заради загубата си от Афродита и силната си връзка с Одисей. Други герои в митологията, около чиито подвизи е включена, са Персей и Белерофонт.
Друга легенда отразява съперничеството, но и взаимната връзка между култовете на Атина и на бога на морето Посейдон. Според нея те се състезават за ролята на покровител на градче (предполагаемо – без име), а условието е да подарят на жителите му по нещо и този с по-добрия подарък да бъде победител. Посейдон им дава коня (на който е представян като създател), а също и солен извор (източник на морска сол). Дарът на богинята е маслиново дръвче (от чиито ядливи, макар и след дълга обработка, плодове може да се извлича зехтин, а и е полезна дървесина). Отначало съревнованието печели Атина и според митологията селището, което по-късно става прочут град, е наречено на нейно име затова, но по-късно и Посейдон е считан за покровител на атиняните и полиса им.